# Glenda Larke
Œuvres principales
- Au cœur du mirage

Glenda Larke, née en Australie-Occidentale, est une écrivain australienne de fantasy. Elle utilise parfois le pseudonyme de Glenda Noramly.

## Œuvres

### SérieLes Îles glorieuses
1. Clairvoyante, J'ai lu, 2008 ((en) The Aware, 2003)
2. Guérisseur, Pygmalion, 2009 ((en) Gilfeather, 2004)
3. Corrompue, Pygmalion, 2010 ((en) The Tainted, 2004)

### SérieLes Faiseurs de mirage
1. Au cœur du mirage, Pygmalion, 2010 ((en) Heart of the Mirage, 2006)
2. L'Ombre de Tyr, Pygmalion, 2011 ((en) The Shadow of Tyr, 2007)
3. (en) Song of the Shiver Barrens, 2007

### SérieThe Watergiver
1. (en) The Last Stormlord, 2009
2. (en) Stormlord Rising, 2010
3. (en) Stormlord's Exile, 2011

### SérieThe Forsaken Lands
1. (en) The Lascar's Dagger, 2014
2. (en) The Dagger’s Path, 2015
3. (en) The Fall of the Dagger, 2016

### Romans indépendants
- (en) Havenstar, 1998Sous le nom de Publié sous le pseudonyme de Glenda Noramly.

## Prix et nominations
Plusieurs romans de Glenda Larke ont été nommés au prix Aurealis dédié à la fantasy : Clairvoyante (2003), Guérisseur (2004), Au cœur du mirage (2006), Song of the Shiver Barrens (2007) et The Last Stormlord (2009).